# Copytus elongatus
Copytus elongatus is een mosselkreeftjessoort uit de familie van de Neocytherideididae. De wetenschappelijke naam van de soort is voor het eerst geldig gepubliceerd in 1964 door Benson.